# Kempeitai
Kempeitai (jap. 憲兵隊; zapis transkr.: Kenpeitai; wymowa: Kempeitai) – japońska żandarmeria wojskowa, istniejąca w latach 1881–1945 jako jednostka w Japońskiej Armii Cesarskiej, pełniąca funkcje tajnej policji politycznej oraz służby kontrwywiadu. Szczyt jej wpływów przypadał na okres II wojny światowej. 
Porównywana jest niekiedy do niemieckiej hitlerowskiej policji politycznej Gestapo (tajna policja, kontrwywiad) lub organizacji Schutzstaffel (straż w obozach jenieckich, podobnie jak formacja SS-Totenkopfverbände). W przeciwieństwie do Gestapo, Kempeitai nie posiadała jednak w swej hierarchii postaci centralnej (takiej jak Heinrich Himmler dla SS i Gestapo), a także nie miały wpływu na charakter organizacji osobiste ambicje poszczególnych przywódców. 
Stanowiła główne narzędzie terroru w samej Japonii, jak i na obszarach okupowanych przez armię japońską, natomiast na obszarach zajmowanych przez marynarkę wojenną funkcje te spełniała specjalna formacja żandarmerii podlegająca siłom morskim – Tokkeitai.

## Początki Kempeitai
Kempeitai powstała 4 stycznia 1881 roku. Wzorowana była na żandarmerii francuskiej. Podlegała profosowi generalnemu żandarmerii, który podlegał Departamentowi Spraw Wojskowych (Heimu-kyoku) w Ministerstwie Armii (陸軍省 Rikugun-shō, znane również jako Ministerstwo Wojny), w zakresie obowiązków policyjnych przed Ministerstwem Spraw Wewnętrznych (内務省 Naimu-shō), a w zakresie wymiaru sprawiedliwości przed Ministerstwem Sprawiedliwości (司法省, Shihō-shō, obecnie 法務省 Hōmu-shō). 
Początkowo do zadań Kempeitai należało utrzymywanie porządku w armii, choć nigdy nie była to typowa żandarmeria. Tłumiła protesty wśród ludności wiejskiej, sprzeciwiającej się poborowi do wojska. Zajmowała się też zaopatrzeniem. Z czasem postawiono ją na straży porządku publicznego, wspierając przy tym tradycyjną policję w prefekturach. Kempeitai razem z Tokubetsu Kōtō Keisatsu (Specjalną Wyższą Policją), nadzorowała ruchy studenckie, organizacje komunistyczne i pacyfistyczne. W czasie II wojny światowej Kempeitai zasłynęła jako główne narzędzie represji wobec jeńców wojennych oraz cywilów. W tym okresie liczyła ok. 36 tys. funkcjonariuszy. 
W polityce i społeczeństwie japońskim od lat trzydziestych do końca II wojny światowej panowały nastroje szowinistyczne i imperialistyczne. Głoszenie poglądów odmiennych od państwowej ideologii spotykało się z brutalną odpowiedzią ze strony służb państwowych. Osoby podejrzewane o „popełnienie przestępstw politycznych” lub inne tego typu przewinienia były po zatrzymaniu poddawane torturom w celu wydobycia zeznań.

## Szkolenie
Warunkiem przyjęcia do służby było przejście rygorystycznych egzaminów, sprawdzających sprawność fizyczną i inteligencję kandydata. Szkolenie oficerów trwało sześć lat, natomiast w czasie wojny rok. Czas szkolenia podoficera w okresie pokoju trwał sześć miesięcy.
Oficerowie i szeregowi odbywali szkolenie w szkołach wojskowych, policyjnych albo w specjalnych jednostkach szkoleniowych. Główne szkoły znajdowały się w Tokio i Keijō („Miasto Stołeczne” – japońska nazwa w czasie okupacji Korei, obecny Seul) oraz w utworzonych podczas wojny ośrodkach w Singapurze i Manili. Od 1881 oficerowie żandarmerii byli zazwyczaj absolwentami różnych szkół wojskowych, m.in.: Rikugun Shikan Gakkō (Szkoły Oficerskiej Sił Lądowych), Rikugun Daigaku (Wyższej Szkoły Wojsk Lądowych). 
W 1938 utworzono w dzielnicy Kudan w Tokio Kōhō Kinmu Yōin Yōseijo (Ośrodek Szkolenia Służb Tyłowych), którym kierował generał porucznik Eiichi Kinoshita. Funkcjonariusze Kempeitai zdobywali tam przygotowanie do pracy w wywiadzie. Szkolenie obejmowało szpiegostwo, posługiwanie się materiałami wybuchowymi, organizowanie dywersji, łamanie szyfrów oraz jazdę konną. Organizowano specjalne kursy maskowania, podczas których kursantów wysyłano incognito do firm, by ci składali raporty na temat ich działalności.

## Struktura dowodzenia
Na terytorium kontrolowanym przez którąś z armii japońskich (np. Armia Środkowych Chin lub 18 Armia) istniały kwatery główne Kempeitai, na czele których stał dowódca w stopniu generała majora (shōshō) lub pułkownika (taisa). Kwaterze podlegały jednostki polowe (2-3 na każdą armię), które składały się z dowódcy w stopniu podpułkownika (chūsa), 22 oficerów polowych (sakan) oraz 352 funkcjonariuszy innych rang. Jednostka polowa była podzielona na 65-osobowe sekcje zwane buntai, którymi dowodził dowódca w stopniu kapitana (tai'i) lub porucznika (chūi). Buntai podzielone były na wydziały (bunkentai) złożone z dowódcy w randze podporucznika (shōi) lub starszego sierżanta sztabowego (jun-shikan) oraz 20 osób personelu. Każdemu wydziałowi podlegały oddziały policji (keimu-han), administracja (naikin-han) oraz oddział do zadań specjalnych (tokumu-han).

## Uprawnienia do aresztowań

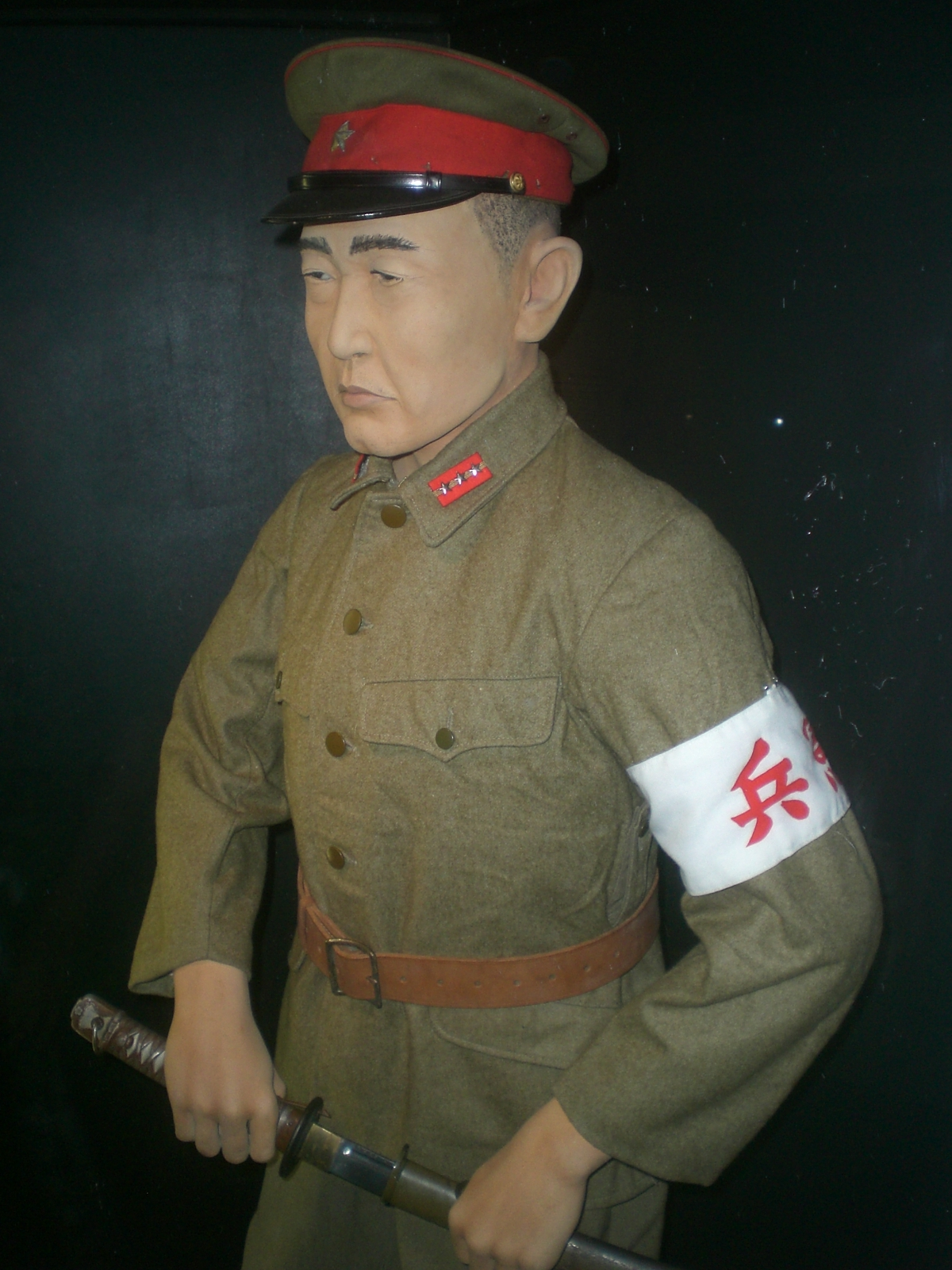
Mundur oficera Kempeitai, wystawiony w Muzeum Obrony Wybrzeża w Hongkongu

Funkcjonariusz Kempeitai posiadał szerokie uprawnienia do zatrzymania każdego podejrzanego cywila, a nawet japońskiego wojskowego wyższego od niego rangą o 3 stopnie. Nietykalność osobista bez wyroku sądowego na wzór angielskiej ustawy Habeas Corpus nie obowiązywała. Osoby aresztowane z reguły były od razu uznawane za winne, a proces przesłuchiwania odbywał się w tajemnicy. W warunkach frontowych funkcjonariusze Kempeitai orzekali bez sądu o winie żołnierzy oraz oficerów i od razu wykonywali wyrok.
Tortury były najczęstszą metodą wymuszenia zeznań. 

### Główne metody torturowania
- Tortura „ryżu”: ofiarę pozostawiano przez kilka dni bez jedzenia, po czym zmuszano ją do zjedzenia surowego ryżu, a następnie wypicia dużej ilości wody. Nasączony wodą ryż pęczniał, powodując ogromny ból brzucha.

- Tortura „wodna”: unieruchomionej, leżącej ofierze wlewano przez usta i nos wodę do płuc, dopóki torturowany nie stracił przytomności. Czasami skakano mu po brzuchu, aby wydalił wodę z powrotem. Zazwyczaj ofiarę cucono i powtarzano to tyle razy, ile uznano za potrzebne. (zob. też. waterboarding)

- Przypiekanie ciała: gaszenie na ciele ofiary papierosów lub cygar, stosowano w tym celu również świece, rozpalone do czerwoności żelazo, płonący olej lub wrzącą wodę. Przypalano zazwyczaj najczulsze części ciała, jak nozdrza, bębenki w uszach, pępek, narządy płciowe.

- Rażenie prądem elektrycznym: prąd elektryczny przepuszczano przez najczulsze części ciała (podobne jak w przypiekaniu).

- Rozciąganie stawów kolanowych: po związaniu torturowanemu rąk do tyłu kazano mu uklęknąć i kładziono mu z tyłu na nogach, za stawami kolanowymi, pręt, którego średnica osiągała czasami trzy cale. Następnie przyciskano uda do dołu - czasami robiono to, skacząc na nie - co powodowało rozciąganie się stawów kolanowych. W wyniku tej tortury kości wychodziły za stawów, powodując gwałtowny ból.

- Zawieszanie: torturowanego wieszano za przeguby rąk, ramiona, nogi lub szyję tak, by wyciągnąć kości ze stawów lub dławić go. Metodę tę łączono niekiedy z chłostą, której dokonywano w czasie zawieszania.

- Klęczenie na ostrych przedmiotach: ofierze kazano klęczeć godzinami najczęściej na krawędzi ociosanych bloków kamiennych. Gdy się poruszył, chłostano go.

- Wyrywanie paznokci: torturowanemu wyrywano paznokcie u palców rąk i nóg za pomocą szczypiec. Często stosowano również wbijanie za paznokcie małych drzazg bambusowych.

- Bandażowanie palców: pomiędzy palce u rąk wkładano kijki i następnie palce razem z kijkami bandażowano. Następnie za pomocą sznurka bandaż zaciskano, co powodowało straszliwy ból. Kończyło się to, jeśli nie połamaniem kości, to w każdym razie zgnieceniem palców i opuchlizną trwającą kilka dni.

## Umundurowanie
Funkcjonariusze nosili standardowe wojskowe mundury w kolorze khaki (M1938) i czarne wojskowe buty. Na lewym ramieniu mieli opaskę z dwoma ideogramami: 憲兵 (kenpei - żandarmeria), na ramieniu czarną naszywkę przypominającą w kształcie dużą literę „M”. Tego typu naszywki oznaczały korpusy w armii np. czerwony – piechotę, żółty – artylerię itp. Często jednak występowali po cywilnemu z przypiętym do marynarki znaczkiem w kształcie cesarskiej chryzantemy. Oficerowie nosili ze sobą katanę oraz rewolwer, zaś młodsi rangą funkcjonariusze bagnet i pistolet. Kaprale w obozie jenieckim wyposażeni byli w shinai (bambusowy miecz do kendo), służący do bicia więźniów.

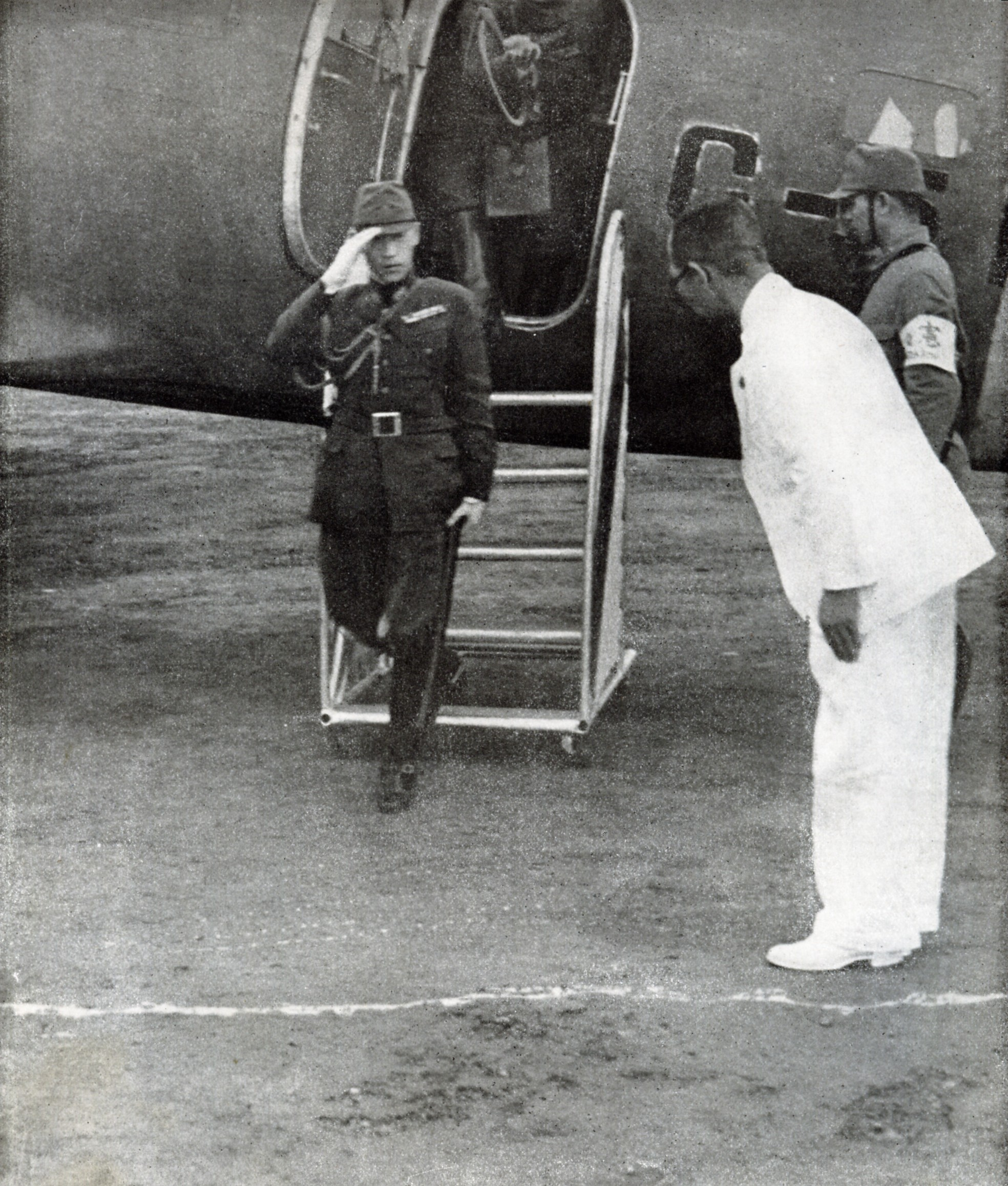
Książę Yi Wu (1912–1945), z koreańskiej rodziny cesarskiej, w mundurze armii japońskiej. Przy samolocie honory oddaje oficer Kempeitai (opaska na ramieniu)

## Działalność kontrwywiadowcza
Japońska żandarmeria wojskowa pełniła również służbę kontrwywiadowczą. Śledziła działalność cudzoziemców, rzeczywistych, jak i potencjalnych szpiegów. Pod jej obserwacją byli zwłaszcza pracownicy placówek dyplomatycznych i dziennikarze. W tym celu współpracowała z innymi tego typu służbami, a w szczególności z Tokkō. Niekiedy jednak dochodziło do konfliktów pomiędzy Kempeitai a Tokkō, np. podczas rozpracowywania tzw. tokijskiej siatki Richarda Sorge, szpiegującej na rzecz ZSRR.
W warunkach polowych specjalne jednostki Kempeitai, w sile około tysiąca ludzi przydzielano do każdej armii jako formacje kontrwywiadu.

## Działalność propagandowa
Kempeitai rozpowszechniała propagandę, skierowaną zarówno do społeczeństwa japońskiego, jak i do alianckich żołnierzy. Od obywateli oczekiwano czynnego udziału w wyłapywaniu zagranicznych szpiegów. Organizowano tzw. „dni wyłapywania szpiegów”, ażeby zachęcić cywilów do współpracy. W tym celu rozwieszano specjalne plakaty informacyjne. Propaganda skierowana zaś do aliantów nawoływała do zawieszenia broni. Szczególną zasługę w tym miała Iva Toguri, zwana „tokijską różą”. Była ona Amerykanką japońskiego pochodzenia czyli nisei, i tak jak wielu nisei współpracowała z Kempeitai. Prowadziła ona program „Godzina Zero” na antenie radia NHK, w którym nakłaniała Amerykanów do zawieszenia broni. Poza tym działalność propagandowa Kempeitai miała siać dezinformację wśród szeregów wroga.

## Działalność Kempeitai na obszarach okupowanych

### „Nowy porządek” w Azji
W okupowanych państwach Cesarska Armia Japońska, Japońska Cesarska Marynarka Wojenna i Kempeitai uczestniczyły w masowym ludobójstwie. Polityka ekspansjonizmu usprawiedliwiana była chęcią utworzenia bloku państw Azji, który stawiłby czoło europejskiemu kolonializmowi. W 1940 powstały plany utworzenia „Strefy Wspólnego Dobrobytu Wielkiej Azji Wschodniej”. Rekrutowano stamtąd ochotników do wojska i wywiadu spośród ludności lokalnej, a zwłaszcza z Korei oraz Mandżukuo. Rekrutacja odbywała się na mocy ustaw z 1919 i 1937.
Kempeitai pełniła służbę porządkową w nowo podbitych krajach, wydawała dokumenty podróżne, wspólnie z armią zwalczała ruch oporu, werbowała siłę roboczą, rekwirowała żywność i zaopatrzenie. Miała rozkaz rekwirowania wszystkich nadajników radiowych, gdyż obawiała się, że aliancka propaganda będzie szkodziła w polityce podporządkowania Japończykom rdzennej ludności azjatyckiej. 
Morderstwa, gwałty i grabieże, jakich dopuszczali się żołnierze japońscy, rzadko były potępiane przez żandarmerię wojskową. Żandarmi wielokrotnie sami uczestniczyli w tego typu incydentach. Jedynie na terenie, na którym lokalna ludność zgadzała się współpracować z okupantem, Kempeitai zapewniała im bezpieczeństwo.

### Mandżukuo

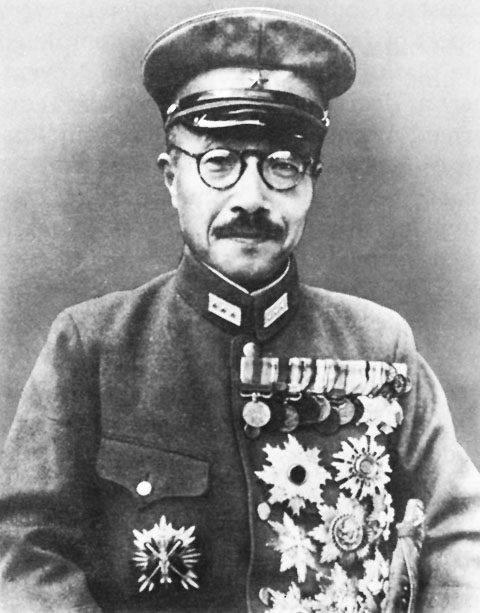
Generał Hideki Tōjō. W latach 1935–1937 dowódca Kempeitai w Armii Kwantuńskiej, a następnie szef jej sztabu. Premier Japonii w latach 1941–1944. Po wojnie stracony za zbrodnie wojenne

W podbitej w 1931 Mandżurii utworzono marionetkowe państwo zwane w języku polskim Mandżukuo (po chińsku: Mănzhōu Guó, po jap.: Manshū-koku). 
Główną rolę w podboju Mandżurii odegrała japońska Armia Kwantuńska, utworzona w 1907 w celu ochrony należącego do Japonii odcinka kolei południowomandżurskiej. Na czele państwa Japończycy postawili byłego cesarza z dynastii mandżurskiej – Puyi. W rzeczywistości realną władzę sprawowała japońska administracja wojskowa. 1932 roku na terytorium Cesarstwa Mandżukuo stacjonowało 150 000 żołnierzy, 1800 funkcjonariuszy Kempeitai oraz 400 jej tajnych agentów. Kwatera główna Kempeitai w Mandżukuo mieściła się w jej stolicy w Changchun. Kempeitai podlegało kilkanaście kolaboracyjnych i japońskich służb porządkowych m.in.: policja miejska w Harbinie, japońska policja konsularna, mandżurska policja kryminalna (podlegająca władzom municypalnym), policja kolejowa oraz mandżurska Państwowa Służba Wywiadowcza. Dla japońskiej żandarmerii wojskowej kraj ten był w dużej mierze „poligonem”, na którym mogli nabywać nowych umiejętności. Pomagali w umacnianiu japońskich interesów na terenie Mandżurii.   
Do najważniejszych dowódców żandarmerii w Mandżukuo należy zaliczyć:
- Toranosuke Hashimoto, generał porucznik - szef Kempeitai w latach 1932–1934, późniejszy wiceminister wojny.

- Hideki Tōjō, generał major - najbardziej znany dowódca Kempeitai w Mandżurii, pełnił tę funkcję w latach 1935–1937. Następnie szefem sztabu Armii Kwantuńskiej. W latach 1940–1941 ministrem wojny, w 1941 został mianowany premierem Japonii.

- Shizuichi Tanaka, generał major - dowódca żandarmerii w latach 1937–1938, następnie w latach 1938–1940 dowódca Kempeitai w Tokio.

Na terytorium marionetkowego państwa Japończycy dopuszczali się licznych zabójstw, rabunków i gwałtów. Dodatkowe zyski czerpali m.in. z: hazardu, utrzymywania domów publicznych, handlu opium, a nawet kradzieży zagranicznych towarów i wysyłania ich do Japonii. Kempeitai powszechnie trudniła się porywaniem dla okupu wpływowych obywateli Chin, ZSRR lub innych obcokrajowców przebywających w Mandżurii i Chinach. Szczególnie głośna była sprawa porwania Simeona Kaspe. Był on synem Josepha Kaspe, wpływowego Żyda z Rosji, właściciela hotelu „Moderne” w Harbinie. Simeon Kaspe został porwany latem 1933 roku. Porywacze zażądali za jego uwolnienie okupu w wysokości 100 000 dolarów. Joseph Kaspe, który był obywatelem Francji, idąc za radą konsula swojego kraju, odmówił zapłaty okupu. Śledztwo w tej sprawie prowadziła Kempeitai (a to właśnie jej funkcjonariusze byli odpowiedzialni za porwanie młodego Kaspe). W grudniu odnaleziono jego ciało. W niewoli był maltretowany, a w końcu zastrzelony. Miejscowa społeczność żydowska złożyła protest, jednak został on zlekceważony. Sprawcy zostali osadzeni w więzieniu, ale szybko zwolnieni warunkowo.

### Korea

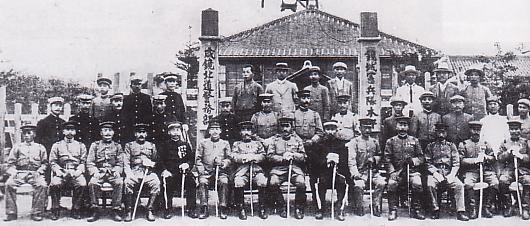
Żandarmeria w okupowanej przez Japończyków Korei

Korea została anektowana przez Cesarstwo Japońskie w 1910 roku. Władzę sprawował gubernator generalny Korei. Rząd kolonialny miał charakter czysto wojskowy. Władze okupacyjne za pomocą wojska oraz tajnej policji Tokkō bezwzględnie tłumiły ruch oporu, dopuszczając się przy tym licznych zbrodni na narodzie koreańskim. 
Japońska żandarmeria stacjonowała w większych miastach. Utrzymywała tam porządek oraz kontrolowała organizacje i organy prasowe pod kątem propagowania japońskiego stylu życia. Porządku pilnowała także dodatkowa formacja policyjno-żandarmeryjna, zwana kempei-keisatsu, która zatrudniała również Koreańczyków. Po stłumieniu przez wojsko zamieszek z marca 1919 roku, rozwiązano kempei-keisatsu, a w jej miejsce powołano cywilne formacje policyjne, wyłonione z Departamentu Policji (Keimu-kyoku). Mimo tych zmian Kempeitai zachowała swoją pozycję. 
Okupanci prowadzili w Korei werbunek do Armii Cesarskiej i wojskowych jednostek pomocniczych spośród projapońskich Koreańczyków (w większości odbywało się to siłą). Koreańczycy, mimo starań swych japońskich „panów”, licznie dezerterowali. Wielu Koreańczyków zostało przydzielonych do Kempeitai. Odbywali oni szkolenie w Mandżurskiej Akademii Wojskowej w Mandżukuo. Byli poddawani surowemu traktowaniu, którego wynikiem była bezwzględność wobec więźniów obozów. Koreańczycy zwerbowani do Kempeitai nie awansowali wyżej niż sōchō (sierżant sztabowy) i byli traktowani niewiele lepiej od jeńców wojennych.

### Filipiny
2 stycznia 1942 Cesarska Armia Japońska wraz z Kempeitai wkroczyła do Manili. Stacjonujące tam oddziały nazywano Filipińską Jednostką Kempeitai z siedzibą w Fort Santiago, w którym mieściło się również jej główne więzienie. 
Na Filipinach zorganizowano trzydzieści różnych wydziałów i oddziałów Kempeitai, a Filipińska Jednostka Kempeitai była jednostką centralną. Każdy oddział miał swój rejon operacyjny, kwaterę główną, dowódcę i podsekcje. Całością dowodził naczelny dowódca. W praktyce jednak wydziały poza Manilą podlegały przeważnie garnizonom armii. 
Głównym celem działań żandarmerii na Filipinach było: utrzymywanie dyscypliny wśród japońskich żołnierzy i cywilów, zbieranie informacji wywiadowczych, aresztowania cywilów, którzy pogwałcili prawo wojskowe oraz wyłapywanie dezerterów. Zajmowała się ona również zwalczaniem ruchu oporu, niszczeniem antyjapońskiej propagandy, a także zwalczaniem fałszerzy pieniędzy, lichwiarzy i oszustów. 
Japończycy korzystali z niezwykle rozbudowanej siatki informatorów, zarówno miejscowych i zagranicznych (głównie pochodzących z państw osi: Niemców i Włochów). Japońscy funkcjonariusze wywiadu wykonywali swoje misje w asyście tłumaczy. Większość bowiem nie znała języka angielskiego, ani miejscowych dialektów.

## Zbrodnie wojenne

### Udział w czystkach ludności chińskiej w Singapurze (Masakra Sook Ching)

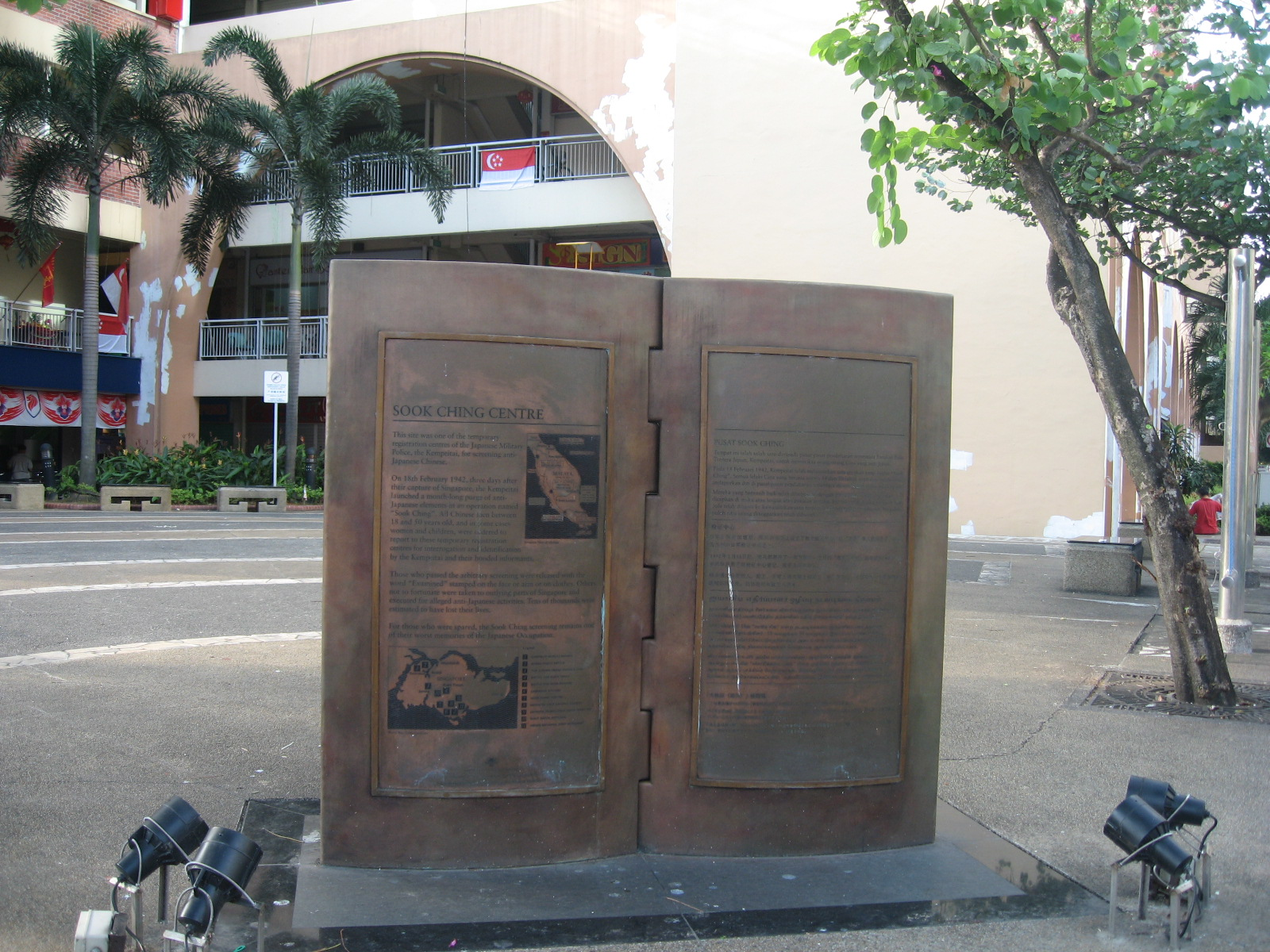
Tablica upamiętniająca rzeź Chińczyków w Singapurze w 1942 roku

Po zdobyciu Singapuru 15 lutego 1942 przez armię Tomoyuki Yamashity, wojska okupacyjne rozpoczęły eksterminację chińskiej ludności miasta. Zamieszkujący Singapur Chińczycy popierali zarówno dalszy opór wojsk Czang Kaj-szeka w Chinach, jak i Brytyjczyków, którzy prowadzili równie zażarte boje z armią japońską w Birmie. Z tego powodu Japończycy planowali pozbyć się 50 tysięcy Chińczyków, uważanych za „elementy antyjapońskie”. 
Japońskie siły okupacyjne podzieliły wyspę na sektory: generał porucznik Nishimura, dowódca dywizji Gwardii Cesarskiej otrzymał zadanie okupowania wschodniej części wyspy. Oddziały generała majora Kawamury, w skład których wchodziły 2. Polowa Jednostka Kempeitai, dwa bataliony piechoty, oraz pięć samodzielnych kompanii wartowniczych, samo miasto Singapur i jego najbliższe okolice. Za północną i zachodnią część wyspy odpowiadał generał porucznik Matsui oraz generał porucznik Mutaguchi.
Akcją dowodził podpułkownik Masanobu Tsuji. Podlegała mu Kempeitai, której siedziba mieściła się w komendzie policji w Tanjon Pagar. W nazywanej przez Japończyków operacji Wielka inspekcja (jap. 大検証, Daikenshō), sama Kempeitai wymordowała ponad 700 Chińczyków. Wspierały ją oddziały żandarmerii do zadań specjalnych, które pełniły funkcje wartownicze. Kryterium, według którego dobierano ludzi do likwidacji, mogło być np. posiadanie tatuażu (Japończycy twierdzili, że oznacza to przynależność do jakiejś tajnej chińskiej organizacji). Lecz w rzeczywistości dobrze wiedzieli, że tatuaże nie mają nic wspólnego z przynależnością do jakiejkolwiek organizacji politycznej. Przesłuchiwania miały jedynie za zadanie zrobić wrażenie. Nie miały one szczególnego znaczenia, bo głównym celem całej tej akcji i tak była eksterminacja jak największej liczby Chińczyków. Egzekucje odbywały się przeważnie na plażach. Więźniów transportowano ciężarówkami na brzeg morza. Oto relacja Weng Peng-ina, jednego z ocalałych:

Kiedy zeszliśmy z ciężarówek, Japończycy powiązali nas piątkami, a następnie popędzili na plażę. Kiedy doszliśmy tam zauważyliśmy, że na plaży leży kilka trupów. Wszyscy zabici byli Chińczykami. Po wejściu do wody poczułem, że krępujący mnie sznur poluzował się. Musieliśmy wejść ok. 200 jardów w morze. Gdy odeszliśmy na tą odległość, Japończycy zaczęli do nas strzelać z karabinów zwykłych i maszynowych. Udało mi się uwolnić ze sznurów i popłynąłem w kierunku Mate Ikan (...). O ile mi wiadomo, z całej mojej grupy udało się jeszcze tylko jednemu, był on ranny.

Ogółem w dniach od 18 lutego do 3 marca 1942 w tzw. „masakrach chińskich” w Singapurze śmierć poniosło ponad 5000 Chińczyków. W 1947 roku przed brytyjskim sądem wojskowym postawiono oficerów kierujących akcją. Na śmierć skazano generała majora Kawamurę oraz jednego z oficerów. Pozostałych skazano na karę dożywocia. Masanobu Tsuji uniknął kary. Ukrywał się początkowo w Tajlandii, a później przez pewien czas w Chinach. Nigdy nie został postawiony przed sądem za zbrodnie w Singapurze. Po wojnie wyjechał do Wietnamu jako korespondent japońskiej gazety i tam ślad po nim zaginął.

### Masakra w Kalagon
Od czerwca 1945 roku położenie sił japońskich w Birmie stało się krytyczne. Na tyłach wojsk japońskich w rejonie Tenasserim (obecnie Tanintharyi) pomiędzy Mulmejn a Lasem Dali, operowały oddziały brytyjskich spadochroniarzy i miejscowej partyzantki. Chcąc zapobiec dalszym zbrojnym napadom na japońskie posterunki, generał major Seiei Yamamoto, szef sztabu 33. armii, wydał rozkaz wysłania w ten rejon specjalnej ekspedycji. W jej skład wchodziły: 3. Batalion 215. Pułku i jednostka Kempeitai. Celem operacji było zlikwidowanie brytyjskich spadochroniarzy oraz birmańskich partyzantów.
W dniu 7 lipca Japończycy zajęli wioskę Kalagon i spędzili wszystkich jej mieszkańców. Mężczyzn zamknięto w meczecie, kobiety i dzieci w pozostałych zabudowaniach. Następnie Kempeitai wezwała kilku wieśniaków na przesłuchania. W celu wymuszenia zeznań mężczyzn poddano torturom, kobiety zaś bito i gwałcono. Japończykom nie udało się uzyskać żadnych informacji o ruchu oporu i dowódca oddziału Kempeitai rozkazał zniszczyć wioskę. Japończycy powiązali mieszkańców po 5-10 osób i zaprowadzili do pobliskich studzien. Ofiarom zawiązano oczy, po czym zakłuto bagnetami. Ciała wrzucono do studzien, nie bacząc, czy ofiary jeszcze żyją, czy nie. Ogółem wymordowano ok. 600 ludzi. Później dowódcy i żołnierze japońscy stanęli przed brytyjskim sądem wojskowym w Birmie.

### Traktowanie jeńców wojennych
Na początku 1942 roku Stany Zjednoczone i Wielka Brytania oraz inne państwa będące w stanie wojny z Japonią, powiadomiły jej władze, że będą przestrzegać wszystkich postanowień konwencji genewskiej oraz oczekują od strony japońskiej tego samego. Szef japońskiego MSZ, Shigenori Tōgō, złożył formalne zapewnienie, że mimo iż Cesarstwo nie jest związane postanowieniami konwencji genewskiej z 1929, to będzie przestrzegać praw międzynarodowych. W rzeczywistości do końca II wojny światowej Japonia nie przestrzegała większości praw międzynarodowych dotyczących traktowania wziętych do niewoli żołnierzy. 
Japońscy wojskowi w bezwzględny sposób traktowali jeńców wojennych. Pogarda okazywana żołnierzom sprzymierzonych była wynikiem systemu szkolenia oraz po części kultury, w jakiej wychowywali się Japończycy. Uczono ich, by nigdy nie uznawali klęski. Natomiast nieprzyjaciel, który trafiał do niewoli, był uważany przez Japończyków za pozbawionego honoru, a nawet człowieczeństwa. Zwłaszcza Kempeitai jako straż obozowa (patrz niżej) dopuszczała się szczególnego okrucieństwa. Odpowiadała za przesłuchiwania i karanie więźniów za nieposłuszeństwo. Jeńców poddawano torturom i innym szykanom. Często zmuszano ich do upokarzającego przemarszu przez miasta na oczach tłumów (np. w krajach anektowanych przez Japonię, jak Korea czy Tajwan, miało to charakter czysto pokazowy – chciano w ten sposób udowodnić wyższość armii japońskiej nad aliantami).

### Egzekucje pilotów wojskowych
Wraz z narastającą liczbą nalotów bombowych na pozycje wojsk oraz miasta japońskie (zobacz: naloty na Tokio, rajd ppłk. Doolittle'a na Japonię) rosła brutalność wobec pilotów. Już przed wojną władze wojskowe podjęły starania zmierzające do nieratyfikowania przez Japonię konwencji genewskiej z 1929 roku, dotyczącej traktowania jeńców wojennych. Przeciwnicy ratyfikacji konwencji genewskiej wysuwali argument, że jeśli załogi samolotów będą wiedziały, że w przypadku strącenia zostaną potraktowane, jak jeńcy wojenni zgodnie z prawem międzynarodowym, to przyczyni się to do podwojenia nalotów na Japonię. 
Po nalocie bombowym na Tokio z kwietnia 1942, dowodzonym przez ppłk. Jamesa Doolittle'a, premier Hideki Tōjō wydał specjalne polecenie, by traktować wszystkich amerykańskich i brytyjskich pilotów bombowców za zbrodniarzy wojennych, a nie jeńców. Żołnierze Armii Cesarskiej oraz Kempeitai mieli odtąd obowiązek schwytania i postawienia przed sądem każdego aresztowanego pilota, po czym miał zostać zabity. Dotyczyło to wszystkich lotników zatrzymanych w samej Japonii, w Mandżukuo, Chinach oraz na innych obszarach walk. W lipcu 1942 piloci amerykańscy, przetrzymywani w Chinach, zostali postawieni przed sądem na rozkaz Shunroku Haty - głównodowodzącego Chińskiej Armii Ekspedycyjnej. Byli przesłuchiwani i torturowani przez Kempeitai, przez co nie uczestniczyli w procesie. Trzech stracono, a pięciu skazano na dożywocie. Z czasem przekonano się, że formalne procesy to strata czasu. Od maja 1945 lotników zabijano zaraz po schwytaniu. Egzekucja najczęściej polegała na ścięciu głowy kataną lub zakłuciu bagnetem.

### „Pocieszycielki”
Na terenach okupowanych Kempeitai organizowała domy publiczne, w których w sposób niewolniczy zmuszano lokalne kobiety do nierządu na rzecz żołnierzy japońskich. Nazywano je po japońsku ianfu (w ang. używa się określenia „comfort women”). Oprócz kobiet azjatyckiego pochodzenia były też Europejki z podbitych kolonii (były one traktowane ze szczególnym okrucieństwem).

## Straż w obozach jenieckich oraz pomoc w prowadzeniu badań bakteriologicznych

### Obozy jenieckie i obozy dla internowanych cywilów
Niektórzy historycy porównują Kempeitai do SS, szczególnie widać podobieństwo do SS-Totenkopfverbände, gdyż również pełniła funkcję straży w obozach jenieckich. Japończycy tworzyli obozy dla jeńców wojennych oraz dla internowanej ludności cywilnej. Wojskowi nie uznawali żadnych konwencji międzynarodowych dotyczących humanitarnego traktowania jeńców. Złe warunki sanitarne, choroby, przymusowa praca oraz brutalność strażników przyczyniły się do śmierci tysięcy więźniów. Każda próba ucieczki była surowo karana: znęcano się i znieważano publicznie, zamykano w klitkach, poddawano torturom. Funkcjonariusz mógł nawet wymierzyć surową karę nie odwołując się przy tym do prawa wojennego, z karą śmierci włącznie. Tego typu praktyka nosiła nazwę kikosaku.
Szczególnie obawiano się przeniknięcia do obozów szkodliwych dla Japończyków informacji o ich niepowodzeniach w prowadzonej wojnie. Zakazano w obozach posiadania jakichkolwiek nadajników radiowych, grożono za to śmiercią. Dodatkowo utrzymywano jeńców w fałszywym przekonaniu, że zachodnie media kłamią. 
Obozy były rezerwuarem taniej siły roboczej. Podobnie jak ludność okupowana, jeńcy wojenni byli zapędzani do niewolniczej pracy ku chwale Japonii. Pracowali w japońskich zakładach zbrojeniowych, przy budowaniu dróg, linii kolejowych i mostów dla potrzeb wojska (na przykład słynna „kolej śmierci” budowana w latach 1942–1943, łączącą Birmę z Tajlandią).

### Program badań nad bronią biologiczną i chemiczną
Japonia jeszcze przed wybuchem II wojny światowej prowadziła badania nad bronią biologiczną i chemiczną. Do najbardziej znanych miejsc badań należała utworzona przez Shirō Ishii filia Jednostki 731, w Harbinie, w Mandżurii. Przeprowadzano tam bestialskie eksperymenty na żywych ludziach. Celem badań było uzyskanie m.in. broni masowego rażenia (zwłaszcza broni biologicznej). Przeprowadzano tam także wiwisekcje i przymusowe aborcje oraz wywoływano celowe udary i zawały serca. Zadaniem Kempeitai był wybór jeńców nazywanych maruta („kłody”) do eksperymentów medycznych. W tym celu powstał specjalny Wydział Dostarczania Materiału Ludzkiego, którego członkami byli pracownicy Kempeitai.

## Koniec Kempeitai

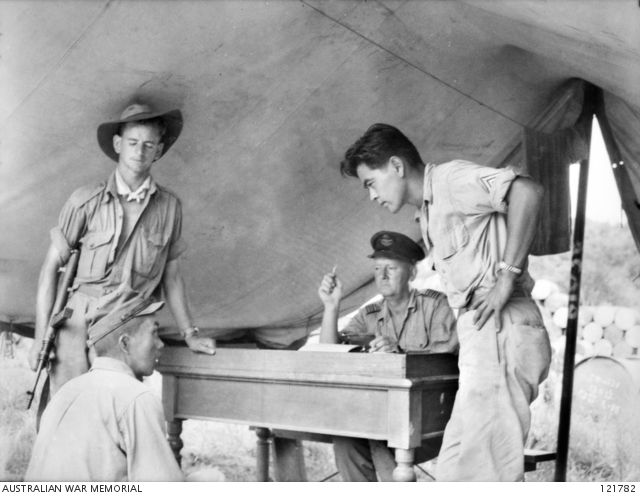
Przesłuchiwanie członka Kempeitai w Sandakanie, Borneo Północne (26 października 1945 r.

Wraz z kapitulacją Japonii w 1945 cesarskie siły zbrojne oraz podlegające im służby specjalne przestały istnieć. Wielu funkcjonariuszy oskarżonych o zbrodnie wojenne zostało postawionych przed lokalnymi trybunałami wojskowymi. Przed Międzynarodowym Trybunałem ds. Dalekiego Wschodu postawiono członków rządu, jak np. generał Hideki Tōjō. Wielu z nich zostało straconych. 
Część funkcjonariuszy po wojnie zdołała się ukryć przed alianckim wymiarem sprawiedliwości. Inni – podobnie jak żołnierze Cesarskiej Armii – wybrali współpracę z aliantami, biorąc udział w toczącej się od nowa wojnie domowej w Chinach (w latach 1945–1949) oraz w tłumieniu antykolonialnych ruchów w Azji Południowo-Wschodniej, podczas powstania na Filipinach (w latach 1946–1954), w pierwszej wojnie indochińskiej (w latach 1946–1954) i na Malajach po 1948 roku. Część z nich, dzięki dawnym wpływom i za milczącym zezwoleniem amerykańskich władz okupacyjnych, znalazła zatrudnienie w japońskiej policji. Nieliczni zajęli się polityką. Niektórzy po wojnie wstąpili w szeregi japońskiej organizacji przestępczej o nazwie yakuza.

## Kempeitai a Polska
W czasie II wojny światowej służby specjalne Cesarstwa Japonii, mimo iż Cesarstwo było po stronie Państw Osi, kontynuowały rozpoczętą w latach 20. współpracę z II Oddziałem Sztabu Generalnego WP. Przyczyną współpracy japońskiego wywiadu (w tym Kempeitai) był fakt, iż Polska za swoich wrogów uznawała zarówno III Rzeszę, jak i ZSRR i można było korzystać z jej informacji wywiadowczych przeciwko obu tym mocarstwom. Japończycy umożliwiali kurierom Polskiego Państwa Podziemnego poruszanie się po Europie z autentycznymi paszportami dyplomatycznymi Cesarstwa Mandżukuo. Zasadą współpracy obu wywiadów było to, że japoński wywiad nie udostępniał polskiemu informacji na temat Niemiec (choć zasada ta była czasem naruszana przez niektórych oficerów japońskich zrażonych rasistowskimi zachowaniami Niemców), a polski japońskiemu informacji dotyczących USA i Wielkiej Brytanii.
Jak napisał w swych „Wspomnieniach” szef wywiadu zagranicznego SS (Sicherheitsdienst) Walter Schellenberg:
Polska stanowiła dla [Japończyków] szczególnie interesujące pole działania, ponieważ można było ją wykorzystać do pracy wywiadowczej w dwóch kierunkach, przeciwko Niemcom i przeciwko Rosji.

## Kempeitai w kulturze popularnej
- Hei tai yang 731 (ang. Men Behind the Sun), reżyseria: Tun Fei Mou (Hongkong, 1988) – straż w Jednostce 731, tajnej japońskiej placówce badawczej, w której przeprowadzane były bestialskie eksperymenty z użyciem broni biologicznej. Opis na portalu FilmWeb

- VI Batalion (ang. The Great Raid), reżyseria: John Dahl (Australia, USA, 2005) – bezwzględna straż w obozie Cabanatuan, w którym przetrzymywano amerykańskich jeńców wojennych. Opis na portalu FilmWeb

- Listy z Iwo Jimy (ang. Letters from Iwo Jima) reżyseria: Clint Eastwood (USA, 2006) – były funkcjonariusz Kempeitai, Shimizu, biorący udział w obronie wyspy. Opis na portalu FilmWeb

## Japońskie służby specjalne
Po otwarciu się Japonii na świat w drugiej połowie XIX wieku, zaistniała potrzeba utworzenia służb wywiadowczych i kontrwywiadowczych. Wprawdzie wcześniej, za rządów siogunów szpiegostwem trudnili się m.in. ninja, ale dopiero po upadku siogunatu i westernizacji kraju powstały prawdziwe struktury wywiadu. Wzorowano się głównie na niemieckich służbach specjalnych, częściowo również austriackich. 
- Działalność szpiegowską oparto na kadrach himitsu-kessha (tajnych stowarzyszeń), zwanych potocznie „towarzystwami patriotycznymi”, takich jak: Stowarzyszenie Czarnego Smoka, Stowarzyszenie Mrocznego Oceanu, Wschodnioazjatyckie Towarzystwo Jedności Kulturalnej, Stowarzyszenie Odrodzenia Wielkiej Azji, czy Stowarzyszenie Białego Wilka. Towarzystwa patriotyczne posługiwały się olbrzymią liczbą szpiegów, dywersantów i sabotażystów. W latach 30. XX wieku było to około 30 tys. oficerów, ponad 40 tys. podoficerów oraz około pół miliona współpracowników nieetatowych.

- Jōhō-kikan (Tajna Służba) – służba wywiadu wojskowego, powołana niedługo po utworzeniu w 1878 roku Sztabu Generalnego (Sanbō Honbu) będąca częścią Wydziału II Cesarskiego Sztabu Generalnego. W jej skład wchodziły sekcje: V (Stany Zjednoczone, Kanada, Ameryka Południowa, Europa) VI (Azja) oraz Tajna Sekcja (służby specjalne w ogóle) z generałem armii na czele.

- Tokumu-bu (Wydział Specjalny) – służba sił lądowych, luźno przez nią kontrolowana i otoczona ścisłą tajemnicą (sama wzmianka o niej groziła aresztem). Jej funkcjonariusze rzadko nosili mundury. Gromadziła informacje, prowadziła działalność sabotażową, operacje zbliżone do niemieckiej „piątej kolumny”, a nawet dopuszczała się skrytobójstw. Jednostki Tokumu-bu posuwały się z frontem, tworząc tzw. organizacje łącznikowe w Chinach, Indiach, Birmie i innych rejonach Azji Południowo-Wschodniej. Oficjalne występowała pod nazwą Renraku-bu (Wydział Łączności).

- Wydział III Sztabu Generalnego Marynarki Wojennej – służba wywiadu Marynarki Wojennej. Oficer tego Wydziału, Takeo Yoshikawa, odegrał czołową rolę w dostarczaniu informacji potrzebnych Japończykom do ataku na Pearl Harbor. W chwili wybuchu wojny z USA III Wydział składał się z 29 oficerów, zaś pod koniec wojny ich liczba wzrosła do 97. Mimo starań tej służby, nie udało się złamać amerykańskich szyfrów.

- Tokkeitai (Tajna Policja Marynarki Wojennej) – żandarmeria marynarki wojennej, pełniąca również funkcje służby bezpieczeństwa na obszarach zajmowanych przez marynarkę. Podlegała Ministerstwu Marynarki Wojennej (Kaigunshō).

- Tokubetsu Kōtō Keisatsu (Specjalną Wyższą Policją), w skrócie Tokkō – służba bezpieczeństwa i kontrwywiadu, tajna policja podlegająca japońskiemu MSW (Naimushō). Posiadała szerokie uprawnienia do inwigilowania społeczeństwa japońskiego, jak i obcokrajowców. Posługiwała się siatkami tajnych donosicieli zwanymi tonari-gumi (stowarzyszeniami sąsiedzkimi).

- Wydział Poglądów Biura Spraw Kryminalnych – cywilna policja polityczna utworzona w 1927 roku, tropiąca członków zdelegalizowanej Japońskiej Partii Komunistycznej.

- Lokalne służby: Tokumu-kikan (Organizacja Służb Specjalnych – wywiad, kontrwywiad, propaganda i dywersja), utworzona przez Kenji Doiharę w marionetkowym państwie Mandżukuo. Podlegała bezpośrednio Cesarskiej Kwaterze Głównej (Dai-hon'ei). Na obszarze Azji Południowo-Wschodniej działała niezależna agencja cywilna Hikari-kikan (wywiad i działalność sabotażowa). Problemem dla japońskiego wywiadu były „różnice rasowe”, co zmuszało do korzystania z usług obcokrajowców, przeważnie kolaborantów.